# Ordinatio Imperii
De Ordinatio Imperii is een officieel document uit 817 waarin de ordening van het Frankische rijk die keizer Lodewijk de Vrome voor na zijn dood voorzag is vastgelegd. Lodewijk wilde vóór alles de eenheid van het Rijk bewaren, maar diende hiervoor het gewoonterecht te omzeilen dat in de verdeling van de erfenis over alle wettige zonen voorzag (de Rijksmacht werd als persoonlijk bezit van de vorst gezien). Dus regelde hij het zo dat de oudste zoon steeds het keizerschap zou erven, samen met het oppergezag over zijn eventuele broers, die dan (onder-)koning van een deelgebied zouden worden.
Lodewijk de Vrome had deze ordinatio op zijn situatie toegeschreven. Hij wilde opgevolgd worden door zijn drie zoons: Lotharius, Pepijn van Aquitanië en Lodewijk de Duitser. Lotharius zou als oudste de keizerkroon erven en daardoor het oppergezag over zijn twee broers. Pepijn zou Aquitanië erven en Lodewijk Beieren. Zij zouden evenwel ondergeschikt blijven aan hun oudere broer. Het document verkreeg rechtskracht doordat het werd aangenomen door de Rijksdag van Aachen.

## De nasleep
Lodewijk de Vrome zorgde zelf voor problemen door naderhand, in 823, een kind te verwekken in zijn tweede huwelijk, Karel de Kale, dat hij ook wilde betrekken in de erfopvolging. Het lot kwam hem echter te hulp. In 838 zou Pepijn sterven alvorens Lodewijk de Vrome zelf stierf in 840. Zo werd het aantal van vier erfgenamen teruggebracht tot drie, die samen in 843 een overeenkomst sloten over de verdeling en deze vastlegden in het Verdrag van Verdun. De keizerskroon ging daarbij naar Lotharius zodat de wens van Lodewijk de Vrome alsnog gerespecteerd werd. Lang zou zijn systeem echter niet standhouden. Bij de dood van Lotharius werd zijn middenrijk verdeeld en zouden het Oost- en West-Frankische rijk hun eigen weg gaan respectievelijk als Duitsland onder de Ottonen (vanaf 911) en Frankrijk onder de Capetingers (vanaf 987). De keizerstitel zou vanaf 962 naar Duitsland gaan.
Nu volgt de integrale tekst van de Ordinatio, die in juli 817 in de palts te Aken werd uitgevaardigd, vrij vertaald per alinea.

## De Ordinatio Imperii
| In nomine domini, Dei et salvatoris nostri Iesu Christi. Hludowicus, divina ordinante providentia imperator augustus. |  | In de naam van onze Heer God en van onze Verlosser Jezus Christus. Lodewijk, door Gods wijze voorzienigheid keizer augustus. |
| Cum nos in Dei nomine anno incarnationis Domini octingentesimo septimo decimo, indictione decima annoque imperii nostri quarto, mense Iulio, Aquisgrani palatio nostro more solito sacrum conventum et generalitatem populi nostri propter ecclesiasticas vel totius imperii nostri utilitates pertractandas congregassemus et in his studeremus, subito divina iuspiratione actum est, ut nos fideles nostri ammonerent, quatenus manente nosträ incolomitate et pace undique a Deo concessa de statu totius regni et de filiorum nostrorum causa more parentum. nostrorum tractaremus. Sed quamvis haec admonitio devote ac fideliter fieret, nequaquam nobis nec his qui sanum sapiunt visum fuit ut amore filiorum aut gratia unitas imperii a Deo nobis conservati divisione humana scinderetur, ne forte hac occasione scandalum in sancta ecclesia oriretur et offensam illius in cuius potestate omnium iura regnorum consistunt incurreremus. Idcirco necessarium duximus, ut ieiuniis et orationibus et elemosinarum largitionibus apud illum obtineremus quod nostra infirmitas non praesumebat. Quibus rite per triduum celebratis, nutu omnipotentis Dei, ut credimus, actum est, ut et nostra et totius populi nostri in dilecti primogeniti nostri Hlutharii electione vota concurrerent. Itaque taliter divina dispensatione manifestatum placuit et nobis et omni populo nostro, more solemni imperiali diademate coronatum nobis et consortem et successorem imperii, si Dominus ita voluerit, communi voto constitui. Ceteros vero fratres eius, Pippinum videlicet et Hludowicum aequivocum nostrum, communi consilio placuit regiis insigniri nominibus, et loca inferius denominata constituere, in quibus post decessurn nostrum sub seniore fratre regali potestate potiantur iuxta inferius adnotata capitula, quibus, quam inter eos constituimus, conditio continetur. Quae capitula propter utilitatem imperii et perpetuam inter eos pacem conservandam et totius ecclesiae tutamen cum omnibus fidelibus nostris considerare placuit et considerata conscribere et conscripta propriis manibus firmare, ut, Deo opem ferente, siont ab omnibus communi vote actum est, ita communi devotione a cunctis inviolabiliter conserventur ad illorum et totius populi christiani perpetuam pacem; salva in omnibus nostra imperiali potestate super filios et populum nostrum, cum omni subiectione quae patri a filiis et imperatori ac regi a suis populis exhibetur. |  | Omdat Wij in Gods naam en volgens de gewoonte een heilig conventie (vergadering) en een rijksdag voor Ons volk hebben samengeroepen, in de maand juli van het jaar der Menswording Onzes Heren 817, in de tiende indictie (tijdkring van 15 jaar) en het vierde jaar van Onze heerschappij, en plaatsvindend in Onze palts te Aken, om er kerkelijke vraagstukken maar ook aangelegenheden tot nut van het gehele Rijk te behandelen; en omdat Wij Ons hiervoor ernstig inspannen; is plots Gods bevelend inzicht opgetreden. Hierdoor - geïnspireerd - maanden Onze getrouwen Ons aan om, met het oog op Onze goede gezondheid en nu er toch overal een door God gewaarborgde vrede heerst, naar de wijze van onze voorvaderen over te gaan tot het behandelen van de toekomst van het Rijk en van onze zonen. Hoe onderdanig en in welke toegewijde gezindheid deze aanmaning ook mag zijn gegeven, toch lijkt het noch Ons noch de verstandigen goed om uit liefde voor Onze zonen de ons door God geschonken eenheid van het Rijk door een menselijke deling te breken. Anders zou de Heilige Kerk zich misschien vergrammen, en zouden wij de toorn op ons laden van Zij in wiens macht de rechtmatigheid van elke wereldlijke heerschappij bestaat. Daarom hebben wij het nodig geacht om, in vasten en gebed en liefdadigheid, door Haar - de Kerk - te bereiken wat Onze zwaktheid zelf niet waagde. Nadat Wij dit drie dagen lang hadden volgehouden is het, zoals Wij vastelijk geloven, op bevel van de almachtige God gebeurd dat Onze stem en die van het hele volk overeenstemden in de keuze van Onze geliefde eerstgeboren zoon Lothar. Hem, die door een dergelijk goddelijk raadsbesluit werd geopenbaard, hebben Wij naar Onze wil en die van het hele volk feestelijk met de keizerlijke diadeem gekroond en aangeduid als Onze mederegent en, zo God het wil, opvolger in het keizerschap. Daarnaast heeft het Ons behaagd om zijn broers Pepijn en Lodewijk, die Onze naam draagt, onder algemene toestemming met de koninklijke titel te onderscheiden; en Wij hebben hen geplaatst boven de hieronder nader aangeduide gebieden, waarover zij na Ons verscheiden met koninklijk gezag zullen heersen onder de soevereiniteit van hun oudere broer - Lothar. Dit zal gebeuren volgens de onderstaande hoofdstukken, die de voorwaarden bevatten zoals Wij ze tussen hen - zijn drie zonen - hebben bepaald. Ook heeft het Ons behaagd om Ons, tot nut van het Rijk, omwille van de eeuwige vrede tussen de broers, en ter bescherming van de gehele Kerk, met Onze getrouwen over deze hoofdstukken te beraden; om wat besloten werd daarna neer te schrijven; en om het schriftelijk vastgelegde door Ons eigenhandige ondertekening te bekrachtigen. Dit opdat deze bepalingen met Gods hulp - door de drie broers en de raadgevers - net zo hoog in ere gehouden zouden worden als zij tijdens de gemeenschappelijke raadszitting besloten hebben, tot blijvende vrede tussen hen onderling en tussen het hele christelijke volk. Onaangetast echter blijve Ons keizerlijk gezag over Onze zonen en Ons volk, en - onaangetast blijve - de eerbetuiging die de vader van de zonen toekomt of de keizer en de koningen van hun volk. |
| Volumus ut Pippinus habeat Aquitaniam et Wasconiam et markam Tolosanam totam et iusuper comitatos quatuor, id est in Septimania Carcassensem et in Burgundia Augustudunensem et Avalensem et Nivernensem. |  | Wij willen dat Pepijn Aquitanië, Gascogne en de hele mark van Toulouse bekomt, en daarbij nog vier graafschappen, namelijk Carcassonne in Septimanië en Autun, Avallon en Nevers in Bourgondië. |
| Item Hludowicus volumus ut habeat Baioariam et Carentanos et Beheimos et Avaros atque Sclavos qui ab orientali parte Baioariae sunt, et insuper duas villas dominicales ad suum servitium in pago Nortgaoe Luttraof et Ingoldesstat. |  | Evenzo willen Wij dat Lodewijk Beieren en Karinthië bekomt, naast Bohemen, de Avarengebieden en de Slavische gouwen aan de Beierse oostgrens, en daarbij nog de twee koninklijke paltsen Lauterhofen en Ingolstadt in de Noordgouw tot zijn beschikking krijgt. |
| Volumus ut hi duo fratres qui regis nomine censentur in cunctis honoribus intra suam potestatem distribuendis propria potestate potiantur, tantum ut in episcopatibus et abbatiis ecclesiasticus ordo teneatur et in ceteris honoribus dandis honestas et utilitas servetur. |  | Wij willen dat deze beide broers, die de titel van koning zullen voeren, binnen hun machtsgebied alle eerbewijzen op eigen gezag verdelen, opdat de kerkelijke ordening in de bisdommen en abdijen bewaard zouden blijven, en dat ze bij het verlenen van overige eerbewijzen de waardigheid en het nut zullen dienen. |
| Item volumus ut semel in anno tempore oportuno vel simul vel singillatim, iuxta quod rerum conditio permiserit, visitandi et videndi et de his quae necessaria sunt et quae ad communem utilitatem vel ad perpetuam pacem pertinent mutuo fraterno amore tractandi gratia ad seniorem fratrem cum donis suis veniant Et si forte aliquis illorum qualibet inevitabili necessitate impeditus venire tempore solito et oportuno nequiverit, hoc seniori fratri legatos et dona mittendo significet; ita dumtaxat, ut, cum primum possibilitas congruo tempore adfuerit, venire qualibet cabillatione non dissimulet. |  | Evenzo verordenen wij dat zij eenmaal per jaar te gelegener tijd, samen of alleen al naargelang de omstandigheden, hun oudere broer zullen opzoeken met hun geschenken, om hem te bezoeken en te zien, en om zich met hem in wederzijdse broederliefde te beraden over de nodige vragen en aangelegenheden van algemeen nut of over de duurzame vrede. Mocht echter een van hen door een niet uit te stellen en dringende aangelegenheid verhinderd worden en niet op het gewoonlijke en geschikte moment kunnen komen, dan moet hij dat zijn oudere broer laten weten door hem gezanten en geschenken te sturen; minstens mag hij niet nalaten om, van zodra tijd en gelegenheid zich ertoe lenen, onverwijld - op bezoek - te komen. |
| Volumus atque monemus, ut senior frater, quando ad eum aut unus aut ambo fratres sui cum donis, sicut praedictum est, venerint, sicut ei maior potestas Deo annuente fuerit adtributa, ita et ipse illos pio fraternoque amore largiori dono remuneret. |  | Wij willen en staan er op dat de oudere broer, als een of beide broers hem met hun geschenken komen opzoeken zoals het voorschrift het wil, hij hen evenzo met een groot geschenk verblijdt, daar hij van God de grotere heerschappij gegeven geworden is. |
| Volumus atque iubemus, ut senior frater iunioribus fratribus suis, quando contra exteras nationes auxilium sibi ferre rationabiliter expetiverint, iuxta quod ratio dictaverit et temporis oportunitas permiserit, vel per se ipsum vel per fideles missos et exercitus suos oportunum eis auxillum ferat. |  | Wij willen en bevelen dat de oudere broer zijn beide jongere broers, als deze - in hun strijd - tegen vreemde volken redelijkerwijze hulp of ijzer (wapens) mogen verwachten, op gepaste wijze hulp biedt, hetzij in eigen persoon hetzij via betrouwbare afgevaardigden en legers, en dit naarvolgens de rede aanbeveelt en de gelegenheid van het moment toelaten. |
| Item volumus ut nec pacem nec bellum contra exteras et huic a Deo conservato imperio inimicas nationes absque consilio et consensu senioris fratris ullatenus suscipere praesumant. Impetum vero ostium subito iusurgentium vel repentinas incursiones iuxta vires per se repellere studeant. |  | Ook bevelen wij dat zij het niet moeten wagen vrede of oorlog te ondernemen met vreemde volken die dit door God beschutte Rijk vijandig zijn, zonder de raad en de toestemming van de oudere broer. Ontstuimige, waarlijk open plotse aanvallen en onverwachte invallen moeten zij echter op eigen kracht proberen af te slaan. |
| De legatis vero, si ab exteris nationibus vel propter pacem faciendam vel bellum suscipiendum vel civitates aut castella tradenda vel propter alias quaslibet maiores causas directi fuerint, nullatenus sine senioris fratris conscientia eis respondeant vel eos remittant. Si autem ad illum de quacumque parte missi directi fuerint, ad quemlibet illorum primo pervenerint, honorifice eos cum fidelibus missis usque ad eius praesentiam faciat pervenire; de levioribus sane causis iuxta qualitatem legationis per se respondeant. Illud tarnen monemus, ut, quomodocumque se res in confinibus eorum habuerint, semper ad senioris fratris notitiam perferre non neglegant, ut ille semper sollicitus et paratus inveniatur ad quaecumque necessitas et utilitas regni postulaverit. |  | Waarlijk, gezanten van vreemde volken die hetzij vrede willen sluiten, hetzij de oorlog willen verklaren, hetzij steden en burchten willen uitleveren, hetzij enige andere belangrijke zaak willen behandelen, mogen niet worden tewoordgestaan noch teruggestuurd zonder medeweten van de oudere broer. Gezanten echter die van ergens elders aan een ander gezonden zijn, zal hij in wiens gebied zij het eerst aankomen in alle eer door trouwe begeleiders naar hun doel laten brengen. Minder belangrijke dingen mogen ze naarvolgens de aard van het gezantschap zelf beantwoorden. Wij herinneren hen er echter aan niet te verzuimen om hun oudere broer in kennis te stellen van alles wat er aan hun grenzen gebeurt, opdat hij steeds waakzaam en klaar zou zijn voor wat de noden en het nut van het Rijk zouden kunnen vereisen. |
| Praecipiendum etiam nobis videtur, ut post decessum nostrum uniuscuiusque vasallus tantum in potestate domini sui beneficiurn propter discordias evitandas habeat, et non in alterius; proprium autem suum et hereditatem, ubicumque fuerit, salva iustitia cum honore et securitate secundum suam legem unusquisque absque iniusta inquietudine possideat. Et licentiam habeat unusquisque liber homo, qui seniorem non habuerit, cuicumque ex his tribus fratribus voluerit se commendandi. |  | Wij achten het ook nodig te verordenen dat na onze dood de vazallen van elk der broers hun ambtsgoed in het machtsgebied van hun heer zullen hebben en niet in dat van een ander, dit om onenigheden te voorkomen. Daarentegen zal eenieder zijn eigen- en erfgoed, waar dan ook gelegen, bezitten onder de volle bescherming van het recht, in alle eer, in de volledige zekerheid van zijn rechten, en zonder onbillijke verontrusting. En elke vrije man die nog geen heer heeft weze het toegestaan om zich in dienst te stellen van deze onder de drie broers die hij zelf wil. |
| Si autem, et quod Deus avertat et quod nos minime obtamus, evenerit, ut aliquis illorum propter cupiditatem rerum terrenarum, quae est radix omnium malorum, aut divisor aut obpressor ecelesiarum vel pauperum extiterit aut tyrannidem, in qua omnis crudelitas consistit, exercuerit, primo secreto secundum Domini praeceptum per fideles legatos semel, bis et ter de sua emendatione commoneatur, ut, si his renisus fuerit, accersitus a fratre coram altero fratre paterno et fraterno amore moneatur et castigetur. Et si hanc salubrem admonitionem penitus spreverit, communi omnium sententia quid de illo agendum sit decernatur; ut, quem salubris ammonitio a nefandis actibus revocare non potuit, imperialis potentia communisque omnium sententia coherceat |  | God verhoede het en wij willen het niet, maar mocht het gebeuren dat een onder hen uit zucht naar wereldlijke goederen - wat werkelijk de wortel van alle Kwaad is - de kerken opdeelt of onderdrukt, de armen afperst of een tiran wordt waarin elke wreedheid besloten ligt, dan worde hij volgens Gods voorschrift in het geheim door trouwe boden een eerste, een tweede en een derde keer tot betering aangemaand. En zou hij dit afwijzen, dan worde hij door zijn - oudste - broer ontboden en in aanwezigheid van de andere broer vaderlijk en in broederlijke liefde vermaand en berispt. En mocht hij deze heilzame vermaning geheel en al minachten, dan zal met gemeenschappelijke inspraak van iedereen besloten worden wat er met hem dient te gebeuren; en wanneer een heilzame vermaning het misdadig handelen niet verhinderen kan, dan zullen de keizerlijke macht en het gemeenschappelijk genomen besluit het beteugelen. |
| Rectores vero ecclesiarum de Francia talem potestatem habeant rerum ad illas pertinentium, sive in Aquitania sive in Italia sive in aliis regionibus ac provintiis huic imperio subiectis, qualem tempore genitoris nostri habuerunt vel nostro habere noscuntur. |  | Waarlijk, als leiders van de kerk in het Frankenrijk zullen ze hetzij in Aquitanië, hetzij in Italië hetzij in de andere streken en provincies die aan dit keizerrijk onderhorig zijn, over - kerkelijke - aangelegenheden zoveel gezag uitoefenen als zij ten tijde van onze vader Karel de Grote hebben gehad of voor zover bekend onder ons bezitten. |
| De tributis vero et censibus vel metallis, quicquid in eorum potestate exigi vel haberi potuerit, ipsi habeant, ut ex his in suis necessitatibus consulant et dona seniori fratri deferenda melius praeparare valeant. |  | Waarlijk, wat ze binnen hun machtsgebied aan belastingen, taksen en (edel-)metalen kunnen vorderen en ontvangen, dat bezítten ze, zodat ze daaruit het nodige kunnen putten en meer in staat zullen zijn om de aan hun oudere broer verschuldigde geschenken op te brengen. |
| Volumus etiam ut, si alicui illorum post decessum nostrum tempus nubendi venerit, ut cum consilio et consensu senioris fratris uxorem ducat; illud tamen propter discordias evitandas et occasiones noxias auferendas cavendum decernimus, ut de exteris gentibus nullus illorum uxorem accipere praesumat. Omnium vero homines propter pacem artius conligandam, ubicumque inter partes elegerint, uxores dueant. |  | Ook willen Wij dat, als een van hen na Ons verscheiden tot een huwbare leeftijd komt, het met de toestemming van zijn oudere broer is dat hij zijn echtgenote - naar het altaar - leidt. Om evenwel tweedracht te vermijden en schadelijke gebeurtenissen te voorkomen, besluiten wij uit voorzorg dat geen van hen het mag wagen zich een echtgenote uit een vreemd volk aan te nemen. Waarlijk, om de vrede tussen alle mensen strakker samen te binden, mogen zij zich uit eender welk van de delen (nl. uit de drie deelrijken van de broers) een echtgenote kiezen. |
| Si vero aliquis illorum decedens legitimos filios reliquerit, non inter eos potestas ipsa dividatur; sed potius populus pariter conveniens unum ex eis, quem Dominus voluerit, eligat; et hunc senior frater in loco fratris et filii suscipiat et, honore paterno sublimato, hanc constitutionem erga illum modis omnibus conservet. De ceteris vero liberis pio amore pertractent, qualiter eos more parentum nostrorum salvent et cum consilio habeant. |  | Waarlijk, indien een van hen bij zijn dood legitieme zonen nalaat, dan zal zijn macht niet onder hen verdeeld worden; daarentegen zal het volk eensgezind kiezen voor deze onder de zonen die God zal willen; deze zal door de oudere broer (Lothar) als broer en zoon worden aangenomen, en hij zal hem vaderlijke eer bewijzen en deze houding jegens hem met alle middelen bewaren. Waarlijk, zij (Lothar en de gekozene) zullen er in vrome liefde op toezien dat men de anderen (de niet-verkozenen) volgens de voorvaderlijke gewoontes - met goederen - uitrust en met raad bijstaat. |
| Si vero absque legitimis liberis aliquis eorum decesserit, potestas ililus ad seniorem fratrem revertatur. Et si contigerit illum habere liberos ex concubinis, monemus ut erga illos misericorditer agat. |  | Waarlijk, indien een onder hen zonder enige wettige kinderen sterft, dan valt zijn macht aan de oudere broer terug. En wanneer hij bij een maîtresse kinderen zou hebben, dan manen wij aan zich medelijdend tegenover hen te gedragen. |
| Si vero alicui illorum contigerit, nobis decedentibus, ad annos legitimos iuxta Ribuariam legem nondum pervenisse, volumus ut, donec ad praefinitum annorum terminum veniat, quemadmodum modo a nobis sic a seniore fratre et ipse et regnum eius procuretur atque gubernetur. Et cum ad legitimos annos pervenerit, iuxta taxatum modum sua potestate in omnibus potiatur. |  | Wanneer echter een van hen bij Onze dood nog niet naar Ripuarisch recht mondig zou zijn, dan willen hij dat hij en zijn rijk tot aan zijn meerderjarigheid onder voogdij van zijn oudere broer staan en door hem geleid worden zoals Wijzelf dat zouden doen. En wanneer hij dan tot de wettelijk voorgeschreven jaren komt, moet hij zo snel mogelijk in zijn volle macht worden gesteld. |
| Regnum vero Italiae eo modo praedicto filio nostro, si Deus voluerit ut successor noster exsistat, per omnia subiectum sit, sicut et patri nostro fuit et nobis Deo volente praesenti tempore subiectum manet. |  | Het Italiaanse koninkrijk echter moet Onze hogervermelde zoon, indien God hem Onze navolging vergunt, volledig onderworpen zijn, zoals het dat ook aan Onze vader Karel de Grote was en het Ons vandaag volgens Gods wil onderdanig blijft. |
| Monemus etiam totius populi nostri devotionem et sincerissimae fidei pene apud omnes gentes famosissimam firmitatem, ut si is filius noster qui nobis divino nutu successerit, absque legitimis liberis rebus humanis excesserit, propter omnium salutem et ecclesiae tranquillitatem et imperii unitatem in elegendo uno ex liberis nostris, si superstites fratri suo fuerint, eam quam in illius electione fecimus conditionem imitentur, quatenus in eo constituendo non humana sed Dei quaeratur voluntas adimplenda. |  | Indien deze zoon die Onszelf bij Gods genade opvolgt, zonder wettige kinderen zou komen te sterven, manen wij het hele volk, bij haar verknochtheid en bij het bij zowat alle mensen hechtgevestigde enige ware geloof, om in dat geval, tot heil van allen, tot rust van de Kerk en tot de eenheid van het Rijk, onder Onze kinderen die hun broer zouden overleven slechts één enkele te willen kiezen; en wij herhalen de voorwaarden van deze keuze zoals boven bepaald, want om hem - als koning - in te kunnen zetten is er geen menselijke maar een goddelijke wil nodig. |